# استفانی رومانوف
استفانی رومانوف (به انگلیسی: Stephanie A. Romanova) (زاده ۲۴ ژانویه ۱۹۶۹) بازیگر و مدل آمریکایی است.

## بخشی از فیلمشناسی
- برش نهایی (۲۰۰۴) - در نقش Jennifer Bannister
- آنجل (2000–2003) (recurring) در نقش Lilah Morgan
- به سوی جنوب اپیزود: Odds (1998) - در نقش Denny "Lady Shoes" Scarpa
- نسخه اولیه (مجموعه تلویزیونی) اپیزود: Redfellas (۱۹۹۷) - در نقش Paulina Rosanova
- سیزده روز (۲۰۰۰)
- ضد جاسوسی (۱۹۹۶)